# Gustav Stracke
Gustav Stracke, né le 2 juillet 1887 à Haßlinghausen en province de Westphalie et † en août 1943) est un astronome allemand.
En 1911 Stracke est assistant à l'Institut de calcul astronomique de Berlin-Dahlem. À partir de 1920, il y travaille à titre d'observateur et à partir de 1926, il y est professeur. Stracke formule de nombreuses propositions pour désigner certains objets astronomiques tels que les astéroïdes, et beaucoup de ses choix sont mis en œuvre.

## Les astéroïdes nommés par Stracke
- (1187) Afra
- (1042) Amazone - d'après le fleuve
- (1041) Asta - probablement
- (1043) Beate - probablement
- (1182) Ilona
- (1374) Isora
- (1183) Jutta
- (1044) Teutonia - d'après le peuple germanique

## Astéroïdes nommés d'après Stracke
Stracke demande qu'aucun astéroïde ne soit nommé d'après lui. Malgré sa volonté Karl Wilhelm Reinmuth découvre en 1924 un astéroïde qu'il nomme (1019) Strackea en son honneur.
Reinmuth, en passant outre une nouvelle fois la volonté de Stracke, nomme l'astéroïde 1201 du nom Strenua (du latin strenuus signifiant compétent) en référence à Stracke.
Enfin Reinmuth lui rend encore hommage, cette fois en faisant mine de respecter sa volonté, en nommant les astéroïdes de 1227 à 1234, en effet la première lettre de ces objets forment les lettres G STRACKE. Ce qui, discutablement forme une autre éponyme, caché celui-là. 
- (1227) Geranium
- (1228) Scabiosa
- (1229) Tilia
- (1230) Riceia
- (1231) Auricula
- (1232) Cortusa
- (1233) Kobresia
- (1234) Elyna